# ブリング・ア・リトル・ラヴィン
「ブリング・ア・リトル・ラヴィン」（Bring a Little Lovin'）は、ロス・ブラボーズが1968年に発表した楽曲。

## 概要
オーストラリアのロックバンド、イージービーツのメンバーのハリー・ヴァンダとジョージ・ヤングによって書かれた。1968年4月、ロス・ブラボーズがシングルA面として発表。ビルボード・Hot 100で51位を記録し、オーストラリアで48位を記録した。イージービーツのバージョンは1968年のアルバム『Vigil』のオーストラリア盤に収録された。
リッキー・マーティンが1992年にスペイン語の歌詞でカバーした（タイトルは「Dime Que Me Quieres」）。
2020年3月20日、クエンティン・タランティーノ監督の映画『ワンス・アポン・ア・タイム・イン・ハリウッド』の予告編が公開された。予告編は巻頭からママス&パパスの「ストレート・シューター」のイントロをループで流し、そのあとロス・ブラボーズの「ブリング・ア・リトル・ラヴィン」を全編にわたって使用している。